# 长担银耳
长担银耳（学名：Tremella longibasidia）是属于银耳目银耳科银耳属的一种真菌，群生于阔叶林中的阔叶树倒木上。该种分布于中国。